# Spin the Bottle (2024)
Spin the Bottle is een Amerikaanse horrorfilm uit 2024 geregisseerd door Gavin Wiesen. De film ging op 4 oktober 2024 in première.

## Verhaal
De film volgt een vriendengroep die in de avond een duister huis bezoeken, dit huis staat bekend om een bloederige moordpartij. De vrienden besluiten in het huis het spel 'spin the bottle' te spelen. Tijdens het spelen van het spel ontketenen ze onbewust een kwade geest, waardoor de vrienden één voor één op angstaanjagende manieren om het leven komen. De vriendengroep moet samenwerken op het duistere geheim van het huis en de geest te ontrafelen om het bloedbad te stoppen.

## Rolverdeling
| acteur               | personage       |
| -------------------- | --------------- |
| Tanner Stine         | Cole Randell    |
| Kayle Kaneshiro      | Kasey Stanton   |
| Justin Long          | agent Stanton   |
| Ali Larter           | Maura Randell   |
| Christopher Ammanuel | Travis          |
| Ryan Whitney         | Mila Jayne      |
| Hal Cumpston         | Westin          |
| Tony Amendola        | vader Harris    |
| Angela Halili        | Sophie          |
| Samantha Cormier     | Lorelai Randell |

## Achtergrond
De film werd geregisseerd door Gaven Wiesen en geproduceerd door Christopher Barish, Kyle Hayes, Will Hayes en Jim Valdez. Het scenario van de film werd geschreven door John Cregan. De opnames van de film werden rond september 2022 afgerond. Hoofdrollen in de film waren weggelegd voor onder anderen Tanner Stine, Kaylee Kaneshiro, Justin Long en Ali Larter.

## Release
Op 17 september 2024 werd de eerste trailer van de film uitgebracht. Spin the Bottle werd vervolgens door distributeur Paramount Global Content Distribution op 4 oktober 2024 op digitale platformen uitgebracht.